# Drusel
Die Drusel (im Unterlauf auch Kleine Fulda genannt) ist ein 11,4 km langer, orografisch linker bzw. westlicher Zufluss der Fulda in der kreisfreien Stadt Kassel in Nordhessen (Deutschland).

## Verlauf
Quelle:
Die Drusel entspringt im Hohen Habichtswald. Ihre Quelle liegt rund 250 m nordwestlich bzw. unterhalb des zum Kasseler Stadtgebiet bzw. zum Stadtteil Bad Wilhelmshöhe gehörenden Ziegenkopfs (564,7 m ü. NHN) auf etwa 520 m Höhe. Von dort sind es zum westnordwestlich gelegenen Wandererparkplatz Roter Stollen (562,5 m), der nach der einstigen Zeche Roter Stollen benannt ist, rund 450 m (Entfernungen je Luftlinie).
Oberlauf:
Die Drusel fließt ostwärts in Richtung Kassel durch das bewaldete Druseltal, in dem sie wohl die äußerste südlichste Begrenzung vom Bergpark Wilhelmshöhe darstellt. In dem Waldtal fließt sie durch den Wilhelmshöher Ortsbezirk Neuholland. Dort zweigt beim Druselbachkilometer 9,95 der künstlich angelegte Aschgraben von der Drusel ab, der auf der nördlichen Talflanke ostwärts zum auf dem Hunrodsberg gelegenen Bergteich Asch (ca. 430 m) verläuft − Wassergraben und Teich sind Bestandteile der im Bergpark veranstalteten Kasseler Wasserspiele.
Weil das Druseltal unterhalb Neuhollands in Richtung Talausgang zwischen dem Hotel Neue Drusel und dem Seniorenwohnsitz Augustinum sehr eng ist und dort die recht breit ausgebaute Straße Im Druseltal angelegt ist, verläuft der Bach − erstmals in seinem Verlauf − im Bereich der Straße mancherorts unterirdisch.
Mittellauf:
Nach Verlassen des Habichtswalds − etwa im Bereich der Bachkilometer 7,9 bis 7,8 (ca. 340 m) − wendet sich die Drusel im Ortsbezirk Mulang, der zu Bad Wilhelmshöhe gehört, nach Nordosten. Dabei verläuft sie etwa entlang den Straßen Hugo-Preuß-Straße, Brabanter Straße, An den Eichen und Baunsbergstraße.
Im Wilhelmshöher Ortsbezirk Wahlershausen fließt die Drusel nach einem Stück unterirdischem Verlauf, der sich im Bereich ihres ersten Kreuzen der Wilhelmshöher Allee zwischen den Bachkilometern 5,8 und 5,5 unter der Kreuzung (205,9 m) der Allee mit der Baunsbergstraße befindet, entlang von Lange Straße und Bachstraße, wonach sie ab Kreuzen der Kirchditmolder Straße ostwärts verläuft. Dann unterquert sie nahe dem Bahnhof Kassel-Wilhelmshöhe zwischen den Bachkilometern 4,6 und 4,5 (ca. 182 m) unter anderem die Schnellfahrstrecke Hannover–Kassel–Würzburg und die Heßbergstraße.
Nach den Eisenbahngleisen fließt sie im Stadtteil Vorderer Westen im Bereich des Graf-Bernadotte-Platzes nördlich vorbei am Bundessozialgericht (ehemaliges Wehrkreisdienstgebäude des Generalkommandos) bzw. etwas westlich vorbei am Aschrottpark.
Unmittelbar vor dem Graf-Bernadotte-Platz bzw. dortiger Dag-Hammarskjöld-Straße fließt die Drusel in einen unterirdisch angelegten Kanal, der anfangs das Gelände der Heinrich-Schütz-Schule diagonal unterquert und anschließend unter der Goetheanlage hindurch fließt (Verrohrung 1932). Dabei steuert das Fließgewässer in leicht nordwest-südöstlicher Richtung auch diagonal unter der Wilhelmshöher Allee hindurch, an der es in den Stadtteil Wehlheiden eintritt.
Anschließend ist die Drusel zwischen Kirchweg und Tischbeinstraße − in der Gegend der vom Bach gekreuzten Schönfelder Straße etwa zwischen den Druselbachkilometern 2,9 und 2,5 (ca. 158–152 m) − weiterhin kanalisiert, aber wieder oberirdisch angelegt. Kurz bevor die Gräfestraße auf die Tischbeinstraße stößt fließt sie wieder in einen 1928 angelegten unterirdischen Kanal ein, wonach sie unter der zuletzt genannten Straße am Abzweig Langenbeckstraße etwa in östlicher Richtung in den Stadtteil Südstadt einfließt.
Unterlauf:

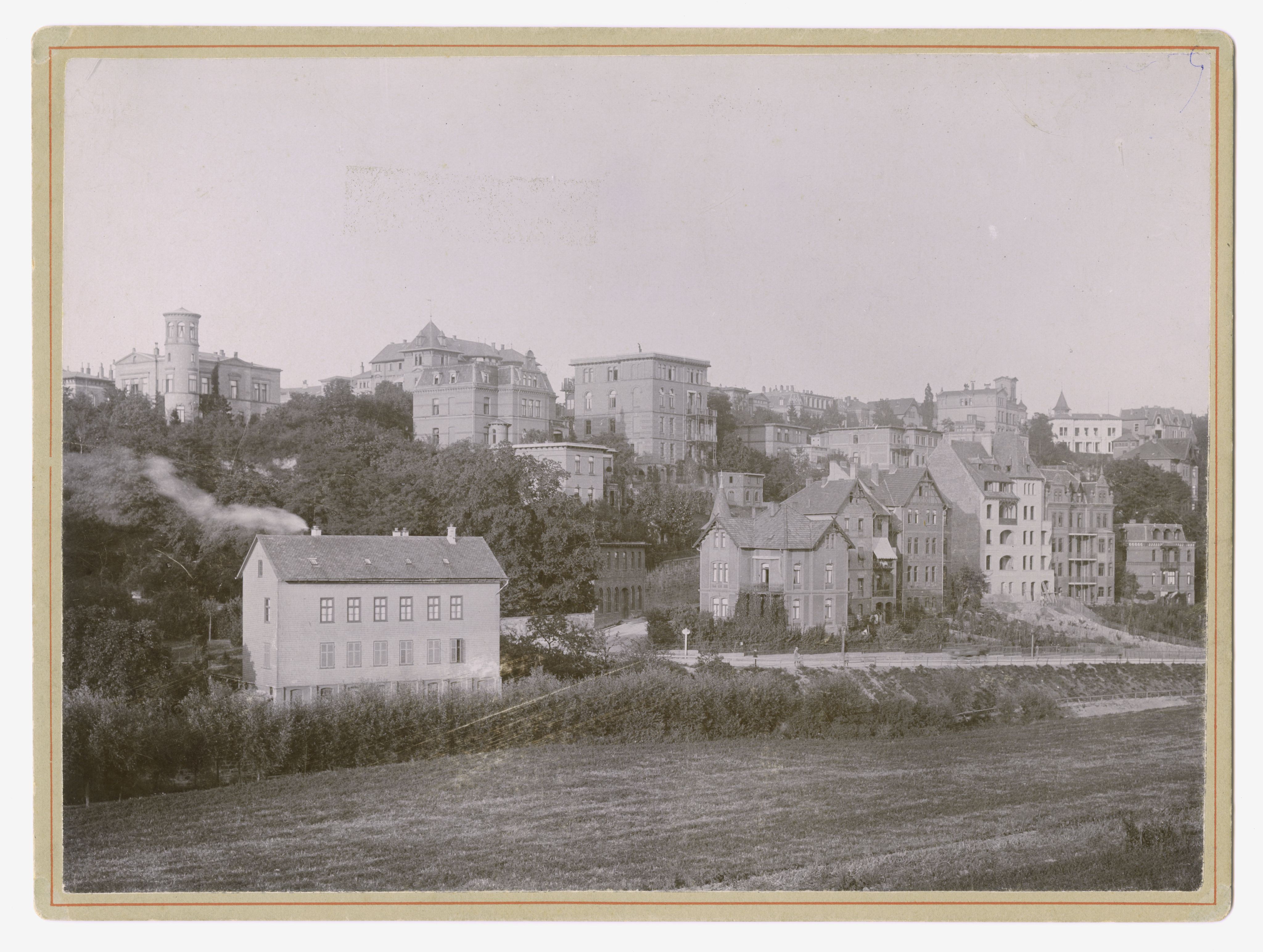
Das Tal der Drusel am Schlangenweg um 1895 vor ihrer Verrohrung. Links die ehemals durch sie angetriebene Schleifmühle

In der Südstadt fließt die Drusel vorerst unterirdisch entlang von Tischbeinstraße und Philosophenweg, um nach Kreuzen der Frankfurter Straße (B 3) ab dem Abzweig der Landaustraße vom weiter bachabwärts dammartig angelegten Fuß- und Radweg An der Karlsaue (ca. 140 m) endgültig wieder oberirdisch zu verlaufen. Fortan fließt sie unterhalb des Weinbergs in einem Altarm der Fulda kanalisiert − und nun auch Kleine Fulda genannt − in Richtung Nordosten durch den Nordteil der Karlsaue. In dieser ursprünglich barocken Parkanlage passiert sie jeweils direkt nordwestlich das Schloss Orangerie (139,6 m) und den Sportplatz Hessenkampfbahn.
Mündung:
Schließlich mündet die Drusel am Nordrand der Südstadt unterhalb vom Regierungspräsidium Kassel zwischen Drahtbrücke und Rondell bzw. dortiger Walter-Lübcke-Brücke auf etwa 137 m Höhe bei Fuldaflusskilometer 28,3 in den westlichen Weser-Quellfluss Fulda.

## Geschichte und Namensursprung
Oberlauf: Durch das obere Druseltal, in dem die Drusel naturbelassen fließt, verkehrte früher die Herkulesbahn, die als Meterspurbahn Güter (Zechenbetrieb) und Personen (Tourismus) zwischen Kassel und Herkules und damit im Habichtswald beförderte. Seit dem Mittelalter zweigte nahe dem Aschrottpark der heute verschüttete, künstlich angelegte Druselgraben ab. Er führte von hier zum Druselturm, von wo sein Wasser in Rinnen in der Stadt verteilt wurde. Der Name leitet sich vermutlich von der germanischen Wurzel *trus- mit der Bedeutung 'unsicher, langsam gehen' ab und nimmt damit Bezug auf die Eigenart des Wasserlaufs.
Unterlauf: Die Bezeichnung Kleine Fulda (Name des Drusel-Unterlaufs) entstammt der historischen Entwicklung der Karlsaue, als diese noch im Rahmen eines Binnendeltas zu beiden Seiten von der Fulda umflossen wurde. Der westliche Flussarm hieß Kleine Fulda. Mit der weiteren Entwicklung bzw. Gestaltung der Parkanlagen im Mittelalter wurde dieser Arm teilweise zugeschüttet und im ehemaligen Flussbett der Kleinen Fulda der Küchengraben angelegt, ein sehr langgestreckter, nach wie vor vorhandener Teich. Das nördliche Ende dieses ehemaligen Flussarms ist immer noch – kanalisiert – als Drusel-Unterlauf erhalten und trägt weiterhin den Namen Kleine Fulda.